# آکتا جرمانیکا
آکتا جرمانیکا (به لاتین: Acta Germanica) عنوان یک سالنامهٔ سکولار است که به زبان‌های انگلیسی و آلمانی در آفریقای جنوبی چاپ و منتشر می‌شود.